# Chapecoense de Futebol
 Chapecoense de Futebol, cunoscută sub numele de Chapecoense, este un club profesionist de fotbal din Brazilia, având sediul în orașul Chapecó, parte din statul Santa Catarina.

## Istoria clubului
Clubul a fost fondat în 1973 cu scopul de a restabili fotbalul în oraș pentru a câștiga campionatul de stat numit Campeonato Catarinense, drept urmare clubul și-a trecut primul titlu pentru prima dată în 1977. Clubul a luat naștere la 10 Mai 1973, după fuziunea dintre Atlético Chapecoense și Independente.
Clubul a câștigat până în prezent șase titluri de stat, cel mai recent în 2017. Un club relativ mic, a intrat pentru prima dată în prima divizie a Braziliei, Série A, în 1978, revenind în prima divizie abia în 2014. Clubul are și activități la futsal, în care a fost campion de stat de două ori. Meciurile de acasă ale clubului se joacă pe Arena Condá.
În 2002, datorită unui parteneriat, Chapecoense a fost redenumită Associação Chapecoense Kindermann/Mastervet. În 2006, clubul a revenit la numele său original, Associação Chapecoense de Futebol,și a câștigat, de asemenea, Copa Santa Catarina.
În 2016, Chapecoense a făcut istorie când a ajuns în finala Copa Sudamericana, turneul secundar de fotbal al cluburilor din America de Sud, după ce a învins pe San Lorenzo de Almagro folosind regula golurilor în deplasare. Ei au primit titlul în urma zborului LaMia 2933, un accident de avion dezastruos care a ucis majoritatea echipei lor în drum spre finală, (vezi mai jos). În calitate de campioană ai Cupei Sudamericana, Chapecoense s-a calificat în Copa Libertadores, ediția 2017, prima lor apariție în acel turneu. Cu o echipă formată din jucători împrumutați, semnături gratuite și jucători de tineret promovați, precum și doi supraviețuitori ai accidentului, ei au câștigat primul lor meci, într-un meci în deplasare la Zulia din Venezuela.
Pe 27 noiembrie 2019, la aproape trei ani de la accidentul aviatic devastator, clubul a retrogradat din Série A în urma unei înfrângeri cu 0-1 în fața echipei din Rio de Janeiro, Botafogo-RJ. La 12 ianuarie 2021, la un an după retrogradare, au fost promovați înapoi în Série A în urma unei victorii cu 2-1 împotriva rivalilor de stat Figueirense.

## Tragedia din 2016
La 28 noiembrie 2016, un zbor care transporta prima echipă s-a prăbușit în timp ce se apropia de aeroportul internațional José María Córdova de lângă Medellín, situat pe teritoriul statului columbian, unde echipa se deplasa pentru a juca prima manșă a finalei Copa Sudamericana din 2016 împotriva echipei columbiene Atlético Nacional, un meci care a fost văzut ca cel mai mare din istoria clubului. Toți cei 77 de pasageri, cu excepția a șase pasageri, au murit; doar trei jucători au supraviețuit impactului devastator. În urma accidentului aviatic, oficialii și jucătorii clubului Atlético Nacional au solicitat organului de conducere al competiției, CONMEBOL, ca cei de la Chapecoense să primească trofeul. CONMEBOL a acordat clubului Chapecoense trofeul pe 5 decembrie, iar Atlético Nacional a primit Premiul Centennial Fair Play pentru gestul său.

## Decedați
| - Luiz Carlos Sarolli - Ailton Canela - Dener Assunção Braz - Marcelo Augusto Mathias |  | - Matheus Bitencourt da Silva - Mateus Caramelo - Guilherme Gimenez de Souza - Lucas Gomes da Silva |  | - Everton Kempes dos Santos - Arthur Maia - Ananias Eloi Castro - Marcos Danilo Padilha |  | - Filipe José Machado - Sérgio Manoel - Bruno Rangel - José Gildeixon Clemente |  | - Josimar Rosado Tavares - Cléber Santana - Willian Thiego de Jesus - Tiago da Rocha Vieira |

## Palmares
| Campionatele Naționale                                                                                                   | Regionale | CONMEBOL                                                                                     |
| - Série B (1) : - Campioni : 2020. - Locul 2 : 2013. - Série C (0) : - Locul 3 : 2012. - Série D (0) : - Locul 3 : 2009. | - Campeonato Catarinense (7) : - Campioni : 1977, 1996, 2007, 2011, 2016, 2017, 2020. - Locul 2 : 1978, 1991, 1995, 2009, 2013, 2018, 2019, 2021. - Copa Santa Catarina (1) : - Campioni : 2006. - Locul 2 : 1996. | - Copa Sudamericana (1) : - Campioni : 2016. - Recopa Sudamericana (-) : - Finalistă : 2017. |